# Île du Grand Pineau
L’Île du Grand Pineau est une île de l'estuaire de la Loire située dans la commune de Couëron.
Cultivée dans sa totalité, elle n’est aujourd'hui une île que lors des crues de la Loire. Elle n'existait pas encore lors des relevés visant à établir les cartes de Cassini.